# Stimmkreis Neu-Ulm
Der Stimmkreis Neu-Ulm ist einer von 91 Stimmkreisen bei Wahlen zum Bayerischen Landtag und zu den Bezirkstagen sowie bei Volksentscheiden. Er gehört zum Wahlkreis Schwaben.
Mindestens seit der Landtagswahl 2003 umfasst er die große Kreisstadt Neu-Ulm, die Städte Illertissen, Senden, Vöhringen, und die Gemeinden Bellenberg, Elchingen, Holzheim, Nersingen, Pfaffenhofen a.d.Roth, Roggenburg, Weißenhorn des Landkreises Neu-Ulm. Die übrigen Gemeinden dieses Landkreises liegen im Stimmkreis 712.

## Landtagswahl 2023
Zur Landtagswahl 2023 traten folgende Parteien und Direktkandidaten im Stimmkreis Neu-Ulm an und erzielten folgende Ergebnisse:
| Nr. | Direktkandidat          | Partei           | Erststimmen in % | Gesamtstimmen in % |
| --- | ----------------------- | ---------------- | ---------------- | ------------------ |
| 1   | Thorsten Freudenberger  | CSU              | 43,7             | 42,2               |
| 2   | Julia Probst            | GRÜNE            | 12,7             | 13,1               |
| 3   | Roland Prießnitz        | Freie Wähler     | 9,0              | 9,6                |
| 4   | Franz Schmid            | AfD              | 17,7             | 17,9               |
| 5   | Daniel Fürst            | SPD              | 8,7              | 8,2                |
| 6   | Adrian Kapic            | FDP              | 2,2              | 2,7                |
| 7   | Karl-Martin Wöhner      | LINKE            | 1,2              | 1,2                |
| 8   | Josef Kreitmair         | BP               | 0,7              | 0,8                |
| 9   | Anton Wendelin Weitmann | ÖDP              | 1,3              | 1,4                |
| 10  | -                       | Die PARTEI       | -                | 0,4                |
| 11  | Irmgard Ulmeier         | Tierschutzpartei | 1,5              | 1,4                |
| 12  | Susanne Stachon         | V-Partei³        | 0,3              | 0,2                |
| 13  | Ralf Müller             | dieBasis         | 1,0              | 1,0                |

## Landtagswahl 2018
Die Wahlbeteiligung der 112.527 Wahlberechtigten im Stimmkreis betrug 64,1 Prozent. Das Direktmandat ging an Beate Merk (CSU). Die Wahl hatte folgendes Ergebnis:
| Direktkandidat             | Partei       | Erststimmen | Gesamtstimmen | Veränderung Gesamtstimmen gegenüber Landtagswahl 2013 (%p) |
| -------------------------- | ------------ | ----------- | ------------- | ---------------------------------------------------------- |
| Beate Merk                 | CSU          | 34,9 %      | 34,8 %        | − 12,5 %                                                   |
| Daniel Fürst               | SPD          | 10,1 %      | 9,7 %         | − 12,2 %                                                   |
| Wolfgang Schrapp           | FREIE WÄHLER | 11,2 %      | 11,2 %        | + 3,4 %                                                    |
| Klaus Rederer              | GRÜNE        | 19,0 %      | 19,5 %        | + 11,4 %                                                   |
| Johannes Hecht             | FDP          | 5,6 %       | 5,4 %         | + 2,0 %                                                    |
| Dietmar Österle            | DIE LINKE    | 2,9 %       | 3,0 %         | + 0,1 %                                                    |
| Josef Anton Kirchmann      | BP           | 0,9 %       | 0,9 %         | − 0,6 %                                                    |
| Krimhilde Marianne Dornach | ÖDP          | 1,4 %       | 1,4 %         | − 1,0 %                                                    |
| Benjamin Gasser            | PIRATEN      | 0,8 %       | 0,8 %         | − 1,2 %                                                    |
| Gerhard Großkurth          | AfD          | 12,6 %      | 12,6 %        | + 12,6 %                                                   |
| -                          | LKR          | -           | 0,0           |                                                            |
| -                          | mut          | -           | 0,1           | + 0,1 %                                                    |
| -                          | Die PARTEI   | -           | 0,3 %         | + 0,3 %                                                    |
| Roy Heydrich               | V-Partei3    | 0,5 %       | 0,4 %         | + 0,4 %                                                    |

## Landtagswahl 2013
Bei der Landtagswahl 2013 betrug die Wahlbeteiligung der 111.725 Wahlberechtigten im Stimmkreis betrug 56,8 Prozent, bei einem Landesdurchschnitt von 63,9 Prozent war dies Rang 87 unter den 90 Stimmkreisen. Das Direktmandat ging an Beate Merk (CSU).
| Direktkandidat     | Partei       | Erststimmen | Gesamtstimmen | Gesamtstimmen ggü. Bayern (%p) | Gesamtstimmen ggü. 2008 (%p) |
| ------------------ | ------------ | ----------- | ------------- | ------------------------------ | ---------------------------- |
| Beate Merk         | CSU          | 47,1 %      | 47,3 %        | −0,4 %                         | −1,0 %                       |
| Karl-Martin Wöhner | SPD          | 20,5 %      | 21,8 %        | +1,2 %                         | +4,6 %                       |
| Werner Weiss       | FREIE WÄHLER | 9,5 %       | 7,8 %         | −1,2 %                         | −1,0 %                       |
| Holger Greif       | GRÜNE        | 7,5 %       | 8,1 %         | −0,5 %                         | +0,2 %                       |
| Roland Prießnitz   | FDP          | 3,4 %       | 3,4 %         | +0,1 %                         | −3,8 %                       |
| Xaver Merk         | DIE LINKE    | 3,1 %       | 2,9 %         | +0,8 %                         | −2,5 %                       |
| Ulrich Hoffmann    | ÖDP          | 2,7 %       | 2,5 %         | +0,5 %                         | +0,3 %                       |
| Gerhard Eser       | REP          | 0,5 %       | 0,6 %         | −0,4 %                         | −0,1 %                       |
| Rudolf Rieger      | NPD          | 1,7 %       | 1,7 %         | X                              | +0,2 %                       |
| Peter Kühner       | BP           | 1,8 %       | 1,5 %         | −0,6 %                         | +0,9 %                       |

## Landtagswahl 2008
Bei der Landtagswahl 2008 waren im Stimmkreis 109.802 Einwohner stimmberechtigt. Die Wahlbeteiligung betrug 49,5 %. Die Wahl hatte folgendes Ergebnis:
| Direktkandidat   | Partei                | Erststimmen in % | Gesamtstimmen in % | Veränderung der Gesamtstimmen im Vergleich zur Landtagswahl 2003 in % |
| ---------------- | --------------------- | ---------------- | ------------------ | --------------------------------------------------------------------- |
| Peter Schmid     | CSU                   | 44,5             | 48,3               | - 12,5                                                                |
| Antje Esser      | SPD                   | 18,9             | 17,2               | - 4,4                                                                 |
| Franz Schmid     | Bündnis 90/Die Grünen | 7,6              | 7,9                | + 0,3                                                                 |
| Dieter Wegerer   | Freie Wähler          | 9,9              | 8,8                | + 5,1                                                                 |
| Torben Schuster  | FDP                   | 7,7              | 7,2                | + 4,2                                                                 |
| Franz Zimmermann | REP                   | 0,8              | 0,7                | - 1,0                                                                 |
| Ulrich Hoffmann  | ödp                   | 2,5              | 2,2                | + 1,2                                                                 |
| Andreas Settele  | BP                    | 0,6              | 0,6                | + 0,4                                                                 |
| -                | BüSo                  | -                | -                  | - 0,1                                                                 |
| Xaver Merk       | Die Linke             | 5,8              | 5,4                | + 5,4                                                                 |
| Frank Behm       | NPD                   | 1,6              | 1,5                | + 1,5                                                                 |
| -                | RRP                   | -                | 0,2                | + 0,2                                                                 |